# 디나가트털꼬리쥐
디나가트털꼬리쥐(Batomys russatus)는 쥐과에 속하는 설치류의 일종이다. 털꼬리쥐속에 속하는 6종의 설치류 중의 하나이다. 필리핀에서만 발견된다.

## 분포
디나가트섬에서 발견되며, 인근 섬 지역에서도 서식하는 것으로 추정된다. 추가 탐사가 수행되지 않았지만, 국제 자연 보전 연맹(IUCN)에 의하면 현재 멸종위기종이다.